# Cristiano Araújo
Cristiano Melo Araújo (Goiás, 24 de enero de 1986 — Goiânia, 24 de junio de 2015) fue un cantante y compositor brasileño de música sertaneja.
Cristiano Araújo alcanzó popularidad nacional e internacional en América con las canciones «Empinadinha», «Maus Bocados» y «Hoje eu Tô Terrível». En 2012, lanzó su álbum Ao Vivo em Goiânia[cita requerida], con participaciones de Bruno & Marrone, Fernando & Sorocaba e Israel & Rodolffo.
En la mañana del 24 de junio de 2015: Araújo y su novia, Allana Moraes, volvían de un espectáculo en Itumbiara, pero ocurrió un trágico accidente, ella murió en el lugar, mientras que el cantante sufrió una hemorragia interna y murió camino al Hospital de Morrinhos. Su muerte conmocionó Brasil, ambos fueron enterrados en el cementerio Jardín de las Palmas, en su natal Goiania.

## Discografía

### Álbumes
- Efeitos Tour 2011 (2011)
- Ao Vivo em Goiânia (2012)
- Continua (2013)
- In the Cities (2014)

### Sencillos
- 2011: "Efeitos"
- 2012: "Me Apego"
- 2012: "Você Mudou"
- 2012: "Bara Bara"
- 2012: "Mente Pra Mim"
- 2013: "Caso Indefinido"
- 2013: "Maus Bocados"
- 2014: "Faz a Felicidade Voltar! (Será) (part. Denys Paraiba)[3]
- 2014: "Cê Que Sabe"
- 2014: "É Com Ela Que Eu Estou"
- 2015: "Hoje Eu Tô Terrível"